# Учмакдере
Учмакдере (на турски: Uçmakdere; на гръцки: Αυδήμι, Авдими, катаревуса Αυδήμιον, Айдимион) е село в Източна Тракия, Турция, Вилает Родосто, околия Шаркьой.

## География
Учмакдере е разположено на югозападно от Родосто на северния бряг на Мраморно море.

## История
В началото на XX век Авдими е гръцко село в Османската империя. По Лозанския договор в 1922 година населението му се изселва в Гърция. Част от жителите му са заселени в македонското село Чалджиево.

## Личности
Родени в Учмакдере
- Атанасий Петренски (? - 1885), гръцки духовник